# Геррі Мюрен
Геррі Мюрен (нід. Gerrie Mühren; 2 лютого 1946, Волендам — 19 вересня 2013, Волендам) — нідерландський футболіст, що грав на позиції півзахисника.
Виступав, зокрема, за клуб «Аякс», у складі якого виграв низку національних та континентальних трофеїв, а також національну збірну Нідерландів.
Старший брат іншого гравця нідерландської футбольної збірної Арнольда Мюрена.

## Клубна кар'єра
У дорослому футболі дебютував 1963 року виступами за команду клубу «Волендам», в якій провів п'ять сезонів, взявши участь у 52 матчах чемпіонату.
Своєю грою за цю команду привернув увагу представників тренерського штабу клубу «Аякс», до складу якого приєднався 1969 року. Відіграв за команду з Амстердама наступні сім сезонів своєї ігрової кар'єри. Більшість часу, проведеного у складі «Аякса», був основним гравцем команди. За цей час тричі вигравав Кубок чемпіонів УЄФА, двічі — Суперкубок УЄФА, тричі ставав чемпіоном Нідерландів.
1976 року перебрався до Іспанії, де провів два сезони у складі «Реал Бетіс», згодом провів по одному сезону в нідерландських «Волендамі» та МВВ. Протягом 1981—1983 років захищав кольори лідера футболу Гонконгу клуб «Сейко».
Завершував професійну ігрову кар'єру на батьківщині, куди повернувся у 1983. Спочатку пограв за «Дордрехт», а останній в кар'єрі сезон 1984-85 провів у своєму «рідному» «Волендамі».
Помер 19 вересня 2013 року на 68-му році життя у місті Волендам від мієлодиспластичного синдрому.

## Виступи за збірну
1969 року дебютував в офіційних матчах у складі національної збірної Нідерландів. Протягом кар'єри у національній команді, яка тривала 5 років, провів у формі головної команди країни лише 10 матчів.

## Титули і досягнення
- Чемпіон Нідерландів (3):

«Аякс»: 1969-70, 1971-72, 1972-73
- Володар Кубка Нідерландів (3):

«Аякс»: 1969-70, 1970-71, 1971-72
- Володар Кубка європейських чемпіонів (3):

«Аякс»: 1970-71, 1971-72, 1972-73
- Володар Міжконтинентального кубка (1):

«Аякс»: 1972
- Володар Суперкубка Європи (2):

«Аякс»: 1972, 1973